# Thelyphonus
Genre
Synonymes
- Tetrabalius Thorell, 1888
- Abalius Kraepelin, 1897 nec Cabanis, 1861
- Abaliella Strand, 1928
- Minbosius Speijer, 1933
- Chajnus Speijer, 1936

Thelyphonus ou Scorpion à fouet est un  genre d'uropyges de la famille des Thelyphonidae.

## Distribution
Les espèces de ce genre se rencontrent en Océanie, en Asie du Sud-Est et en Asie du Sud.

## Description
Cet arachnide est brun foncé. Son corps est aplati ; il n'a pas d'aiguillon mais un telson en fouet appelé flagelle et possède une paire de pédipalpes puissantes pour creuser. Le thelyphonus mesure jusqu'à 7,5 cm de long (sans le flagelle).

Pour se défendre il projette des jets d'acide formique ou acétique à des distances parfois de plus de 60 cm et il pince très fort avec ses pédipalpes.

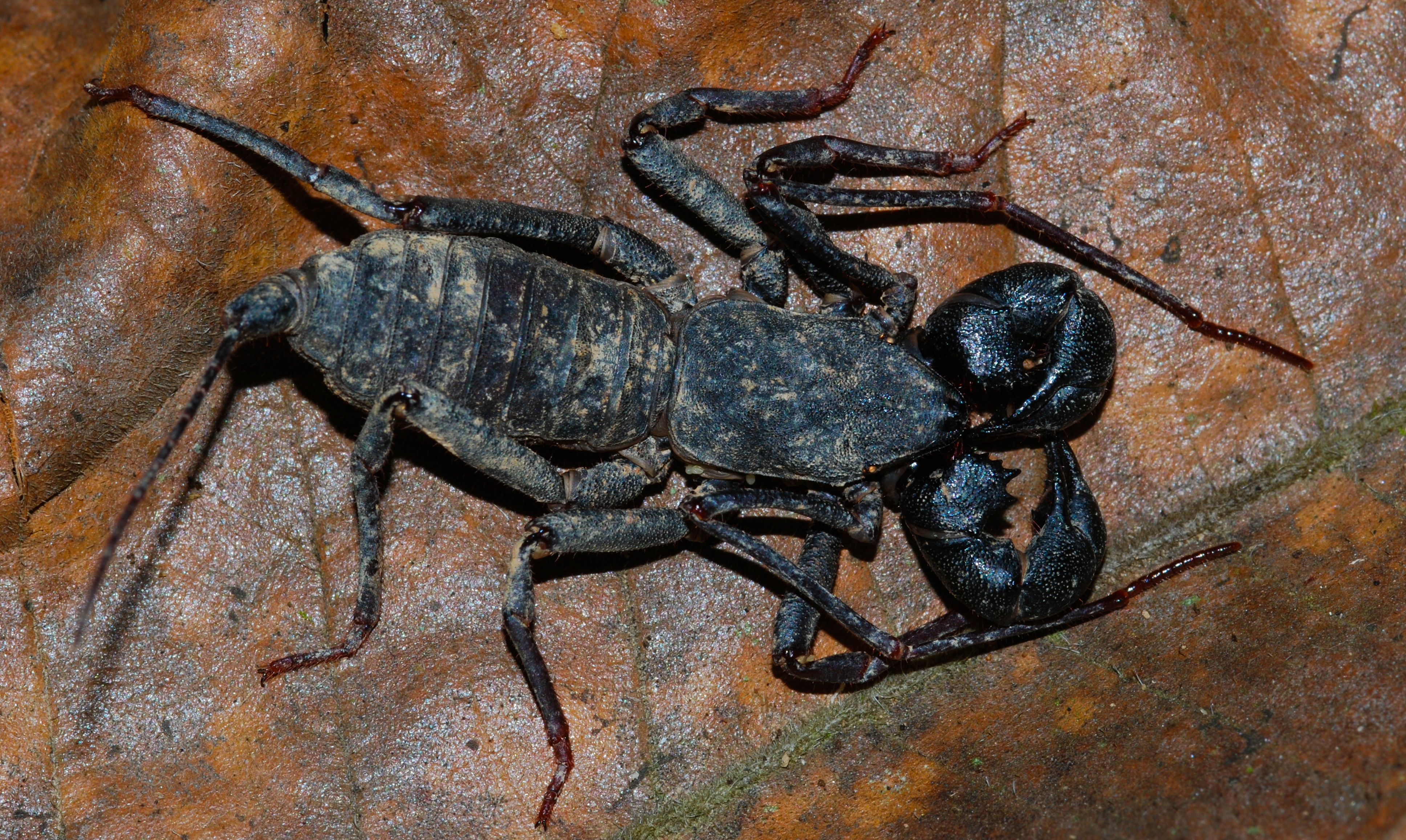
Thelyphonus sp. du parc national de Taman Negara en Malaisie

## Liste des espèces
Selon Whip scorpions of the World (version 1.0) :
- Thelyphonus ambonensis (Speijer, 1933)
- Thelyphonus angustus Lucas, 1835
- Thelyphonus anthracinus Pocock, 1894
- Thelyphonus asperatus Thorell, 1888
- Thelyphonus billitonensis Speijer, 1931
- Thelyphonus borneensis Kraepelin, 1897
- Thelyphonus borneonus Haupt, 2009
- Thelyphonus burchardi Kraepelin, 1911
- Thelyphonus caudatus (Linnaeus, 1758)
- Thelyphonus celebensis Kraepelin, 1897
- Thelyphonus dammermanni (Speijer, 1933)
- Thelyphonus dicranotarsalis (Rowland, 1973)
- Thelyphonus doriae Thorell, 1888
- Thelyphonus feuerborni Werner, 1932
- Thelyphonus florensis (Speijer, 1933)
- Thelyphonus gertschi (Rowland, 1973)
- Thelyphonus grandis Speijer, 1931
- Thelyphonus hansenii Kraepelin, 1897
- Thelyphonus insulanus L. Koch & Keyserling, 1885
- Thelyphonus kinabaluensis Speijer, 1933
- Thelyphonus klugii Kraepelin, 1897
- Thelyphonus kopsteini (Speijer, 1933)
- Thelyphonus kraepelini Speijer, 1931
- Thelyphonus lawrencei Rowland, 1973
- Thelyphonus leucurus Pocock, 1898
- Thelyphonus linganus C.L. Koch, 1843
- Thelyphonus lucanoides Butler, 1872
- Thelyphonus luzonicus Haupt, 2009
- Thelyphonus manilanus C.L. Koch, 1843
- Thelyphonus nasutus (Thorell, 1888)
- Thelyphonus pococki Tarnani, 1900
- Thelyphonus renschi (Speijer, 1936)
- Thelyphonus rohdei (Kraepelin, 1897)
- Thelyphonus samoanus (Kraepelin, 1897)
- Thelyphonus schnehagenii Kraepelin, 1897
- Thelyphonus semperi Kraepelin, 1897
- Thelyphonus sepiaris Butler, 1873
- Thelyphonus seticauda Doleschall, 1857
- Thelyphonus spinimanus Lucas, 1835
- Thelyphonus suckii Kraepelin, 1897
- Thelyphonus sumatranus Kraepelin, 1897
- Thelyphonus tarnanii Pocock, 1894
- Thelyphonus vanoorti Speijer, 1936
- Thelyphonus wayi Pocock, 1900
- Thelyphonus willeyi (Pocock, 1898)

## Systématique et taxinomie
Les genres Abaliella,, Chajnus, Minbosius et Tetrabalius ont été placés en synonymies avec Thelyphonus par Haupt en 2009.
Les éléments fossiles décrits comme Thelyphonus hadleyi  ne sont pas ceux d'un animal mais des restes d'algues.

## Publication originale
- Latreille, 1802 : Histoire naturelle générale et particulière des Crustacés et des Insectes. Dufart, Paris, p. 1-467.